# Нурманов, Есболат Шарапович
Есболат Шарапович Нурманов (каз. Есболат Шарапұлы Нұрманов; 1 марта 1970, Аральский район, Кзыл-Ординская область — 4 декабря 2023, Талгар, Алматинская область) — советский и казахстанский боксёр, серебряный призёр чемпионата СССР во втором наилегчайшем весе (1989). Первый казахстанский профессиональный боксёр. В 17 лет входил в состав сборной СССР по боксу, мастер спорта международного класса.

## Биография
Уроженец Аральского района. в 1987 году учился на факультете гидрогеологии, техники геологоразведочных работ Казахского ПТИ имени Ленина. Работал в таможенной службе с середины 1990-х годов.
В профессиональном боксе провёл 7 боев. Свой первый бой против израильского боксера он провёл 27 марта 1993 года в Мариуполе. Его последний бой состоялся 9 декабря 1995 года с литовским боксёром.
Похоронен в городе Талгаре Алматинской области.